# Z-26号驱逐舰
Z-26号（德語：Z 26）是纳粹德国海军于1930年代末至1940年代初建造的十五艘1936A型驱逐舰之一。它于1939年4月1日开始在不来梅的德希马格威悉船厂铺设龙骨，1940年4月2日下水，至1941年1月11日交付使用。该舰活跃的运用生涯都是在挪威水域度过。它于11月首次到达那里，但受到发动机问题的困扰，不得不在1942年1月返回德国进行维修。两个月后，Z-26号返回挪威，成为一支驱逐区舰队的旗舰。它与两艘姊妹舰一起，试图拦截PQ-13号护航船队，并从一艘已经沉没的船上救出幸存者，然后Z-26击沉了一艘掉队的货轮。这三艘驱逐舰被一艘英国轻巡洋舰发现，后者严重损坏了Z-26号，进而却被自身发射的一枚绕圈鱼雷所击瘫。另一艘英国驱逐舰继续追击已陷入漂流并着火的Z-26号，但其余两艘德国驱逐舰及时赶到，阻止了友舰被摧毁。在Z-26号沉没之前，他们成功营救了88名幸存者，随后一艘U艇又救起了另外8人；共有243名官兵在战斗中阵亡。

## 设计
1936A型驱逐舰较之前的1936型稍大，武器装备也更重。其水线长和全长分别为121.9米和127米，有12米的舷宽以及最大4.43米吃水深度；舰只的设计排水量为2,543吨，满载时则可达3,543吨。Z-26号由两台瓦格纳齿轮传动蒸汽轮机提供动力，各负责驱动一副直径为3.35米的三叶螺旋桨。过热蒸汽则由六台瓦格纳水管锅炉供应，可以输出70,000匹軸馬力（52,000千瓦特）的功率。该舰的设计航速为36節（67每小時），最多可贮存791吨燃料油，能够以19節（35每小時）的速度的巡航2,500海里（4,600）。舰只的标准船员编制为11名军官和321名水兵。

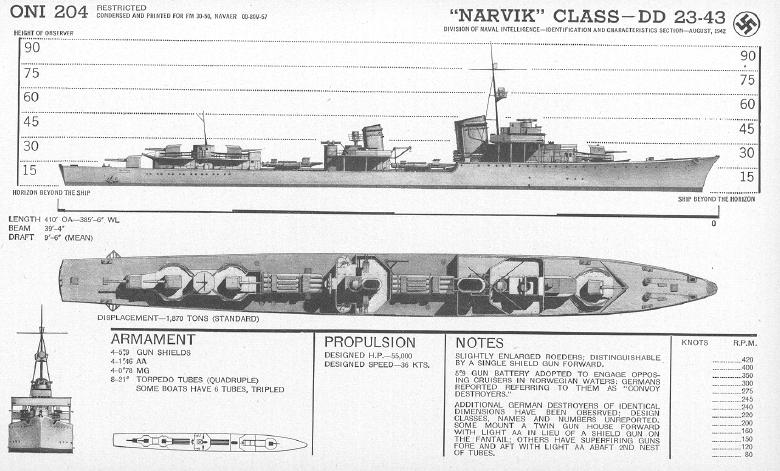
战时盟军绘制的1936A型驱逐舰识别图

该舰装备有四门150毫米36式鱼雷艇炮，架设在带有炮挡的单装炮座上。其中一门位于舰艛前侧、三门位居舰艉，并从前到后编为1至4号。防空武器则包括安装在与后部烟囱并排的一对双联装炮座上的四门37毫米30式速射炮和五门单座20毫米30式高射炮组成。此外，该舰还在水上部分的两个四联装动力操纵式底座上安装有八具533毫米鱼雷发射管，每个底座均提供两次重新装填。四个深水炸弹发射器和布雷导轨则安装在艉后部甲板室的两侧，最多可贮存60枚水雷。作为探测潜艇的工具，舰上也搭载有一套称为“群听装置”的被动式水听器，并可能安装有一套主动式声纳系统。在舰桥顶部则配备了FuMo-21型雷达。

## 历史
Z-26号于1938年4月23日由纳粹德国海军所订购，自1939年4月1日开始在不来梅的德希马格威悉船厂铺设龙骨，建造序列为960。该舰于1940年4月2日下水，至1941年1月11日竣工，并于同年秋季进入战备状态。入列后，它被编入海军中将奥托·齐里亚克斯麾下波罗的海舰队（Baltenflotte）的北部集群，这是一个围绕战列舰提尔皮茨号建立的临时编队，它们于9月23日至29日向奥兰海出击，以阻止苏联波罗的海舰队从芬兰湾突围的任何企图。行动结束后，驱逐舰一直驻泊在芬兰湾的出口处，为齐里亚克斯的新旗舰纽伦堡号提供保护，直到10月1日后者也被撤回戈滕哈芬。
11月9日，Z-26号及其姊妹舰Z-24号驶往挪威北部；在特罗姆瑟，它的右舷低压涡轮机的润滑泵发生故障，损坏了转子叶片。12月14日完成修复后，该舰在希尔克内斯加入了其姊妹舰所在的第8驱逐区舰队，但因另一台润滑泵又发生故障，它无法参加计划中对科拉半岛沿岸的出击。由于饱受机械故障的困扰，Z-26于1942年1月5日与Z-27号一同返回德国接受改装，并于1月10日抵达基尔驶入造船厂。改装完成后，它于3月18日护送重巡洋舰希佩尔将军号从布伦斯比特尔前往挪威特隆赫姆，继而护送装甲舰舍尔将军号从特隆赫姆前往纳尔维克，最后于27日到达希尔克内斯。
3月28日，此时已是第8驱逐区舰队司令、海军上校汉斯·埃德门格旗舰的Z-26号，率领姊妹舰Z-24号和Z-25号驶离瓦朗厄尔峡湾，试图拦截PQ-13号护航船队。当天晚些时候，它们救出了沉没的货轮帝国游侠号（SS Empire Ranger）的61名幸存者，继而击沉了掉队的货轮巴托号（SS Bateau，4,687总吨）——Z-26号先是发动舰炮攻击，接着以一枚鱼雷将其摧毁。德国人再救出7名幸存者，然后继续搜寻船队。英国轻巡洋舰特立尼达号在驱逐舰狂怒号的护航下，于29日08:49用雷达发现了德国军舰，同时自己也暴露了方位。双方在暴风雪中于3,200碼（2,900）的近距离平射射程内开火。特立尼达号与德国领头的Z-26号交战，并在其舰艏炮的第二轮齐射中取得命中。它的炮弹打掉了Z-26号的两门150毫米炮，损坏了左舷轮机舱，并引发大火。另两艘德国驱逐舰共向轻巡洋舰发射了19枚鱼雷，但在特立尼达号转向躲避后全数射失，而150毫米舰炮则击中对方两次，仅造成了轻微的伤害。双方都在作出机动以规避鱼雷，这迫使它们脱离接触，并意外地将Z-26号与其姊妹舰分散。特立尼达号的雷达发现了受损的驱逐舰，遂改变航向并提高航速进行拦截。它于09:17在2,900碼（2,700）的距离内向已陷入失控的Z-26号开火，但三十七轮主炮齐射只命中3发。五分钟后，特立尼达号试图摧毁这艘严重受损的驱逐舰，发射了一枚鱼雷；另有两枚鱼雷则由于结冰而未能离开发射管。这枚鱼雷绕回来击中特立尼达号，使巡洋舰瘫痪。Z-26号力图脱离交战，却又受到在战斗中尚未开火的狂怒号追击。
Z-26号从护航船队的三艘驱逐舰旁驶过，但只有苏联的毁灭号和雷鸣号在大雪中向它开火；英国的日食号则将德舰误认为是特立尼达号。09:30，狂怒号向日食号发射了两轮齐射，但没有效果，后来才认出日食号是友舰，于是掉头对特立尼达号提供援助。随后，日食号开始接手追击，其雷达在大约2海里（3.7）的范围内发现了Z-26号。当距离缩小到800碼（730）时，该舰开火了。德舰试图在烟幕的掩护下脱离，却因遭到日食号的持续命中而未能成功。在第六次命中后，Z-26号于10:20失去动力，并向左舷倾斜，舰艉被海水淹没。当暴风雪结束、能见度增加，日食号正在机动准备用最后一枚鱼雷给德国驱逐舰送出“致命一击”时，发现Z-24号和Z-25号正在逼近。它们立即向日食号开火，取得两发命中，造成9人受伤，以至于后者直到10:35还没来得及在密集火炮中找到掩护。但德国舰只并未追击日食号，而是从Z-26号舰上营救出88名幸存者。德国潜艇U-376号后来又救起8人，但仍有243名官兵阵亡。

## 脚注
1. 1 2 3  Gröner，第203–204頁.
2. ↑  Whitley，第68頁.
3. ↑  Koop & Schmolke，第40頁.
4. ↑  Whitley，第68, 71–72頁.
5. ↑  Koop & Schmolke，第24, 108頁.
6. ↑  Rohwer，第103頁.
7. ↑  Koop & Schmolke，第107頁.
8. ↑  Rohwer，第152頁.
9. ↑  Whitley，第130–131頁.
10. ↑  Llewellyn-Jones，第27–29頁.
11. ↑  Whitley，第135–136頁.
12. ↑  Llewellyn-Jones，第29–30頁.
13. ↑  Whitley，第136頁.